# 馬喰橫山站
馬喰橫山站（日语：／ Bakuro-yokoyama eki */?）是位於日本東京都中央區日本橋橫山町，屬於東京都交通局（都營地下鐵）新宿線的鐵路車站。
車站編號是S 09。馬喰站務管區所在站。

## 轉乘站
可經由聯絡通道轉乘以下路線。
- 東京都交通局（都營地下鐵）
  - 都營淺草線（東日本橋站） - 同為都營地下鐵車站，付費區外連通。設有粉紅色與橘色兩種驗票閘門，後者是轉乘淺草線專用。
- 東日本旅客鐵道（JR東日本）
  - 橫須賀、總武快速線（馬喰町站） - 岩本町方向有轉乘專用閘口，驗票業務由東京都交通局執行。

## 歷史
- 1978年（昭和53年）12月21日：開業。與淺草線東日本橋站、國鐵（現JR東日本）總武快速線馬喰町站開始轉乘業務。
- 1997年（平成9年）12月24日：設為急行停車站。
- 2015年（平成27年）4月1日：東日本橋站從新橋站務管理所新橋站務區劃入馬喰站務管理所馬喰站務區。
- 2016年（平成28年）4月1日：馬喰站務管理所改組為馬喰站務管區。新橋站務管理所新橋站務區移交給馬喰站務管區馬喰站務區管理。
- 2019年（平成31年）1月12日：啟用月台閘門[2]。

### 站名由來
來自附近兩個地名「日本橋馬喰町」與「日本橋橫山町」。

## 車站構造
本站是對向式月台2面2線的地下車站。月台之間有中柱。剪票口在地下1樓與地下3樓（往馬喰町站），月台在地下2樓。
作為馬喰站務管區所在車站，管理馬喰站務區新宿線濱町站 - 東大島站間與淺草線新橋站 - 東日本橋站間，以及本八幡站務區船堀站 - 本八幡站間。
站內有定期券售票處（委託東京都營交通協力會）、merci馬喰橫山店。

### 月台
| 月台 | 路線   | 目的地                    | 備註                                              |
| ---- | ------ | ------------------------- | ------------------------------------------------- |
| 1    | 新宿線 | 神保町、新宿、 京王線方向 | 新宿站直通 京王線 （新宿～笹塚站間直通 京王新線） |
| 2    | 新宿線 | 森下、大島、本八幡方向    |                                                   |

（來源：都營地下鐵:車站構內圖）

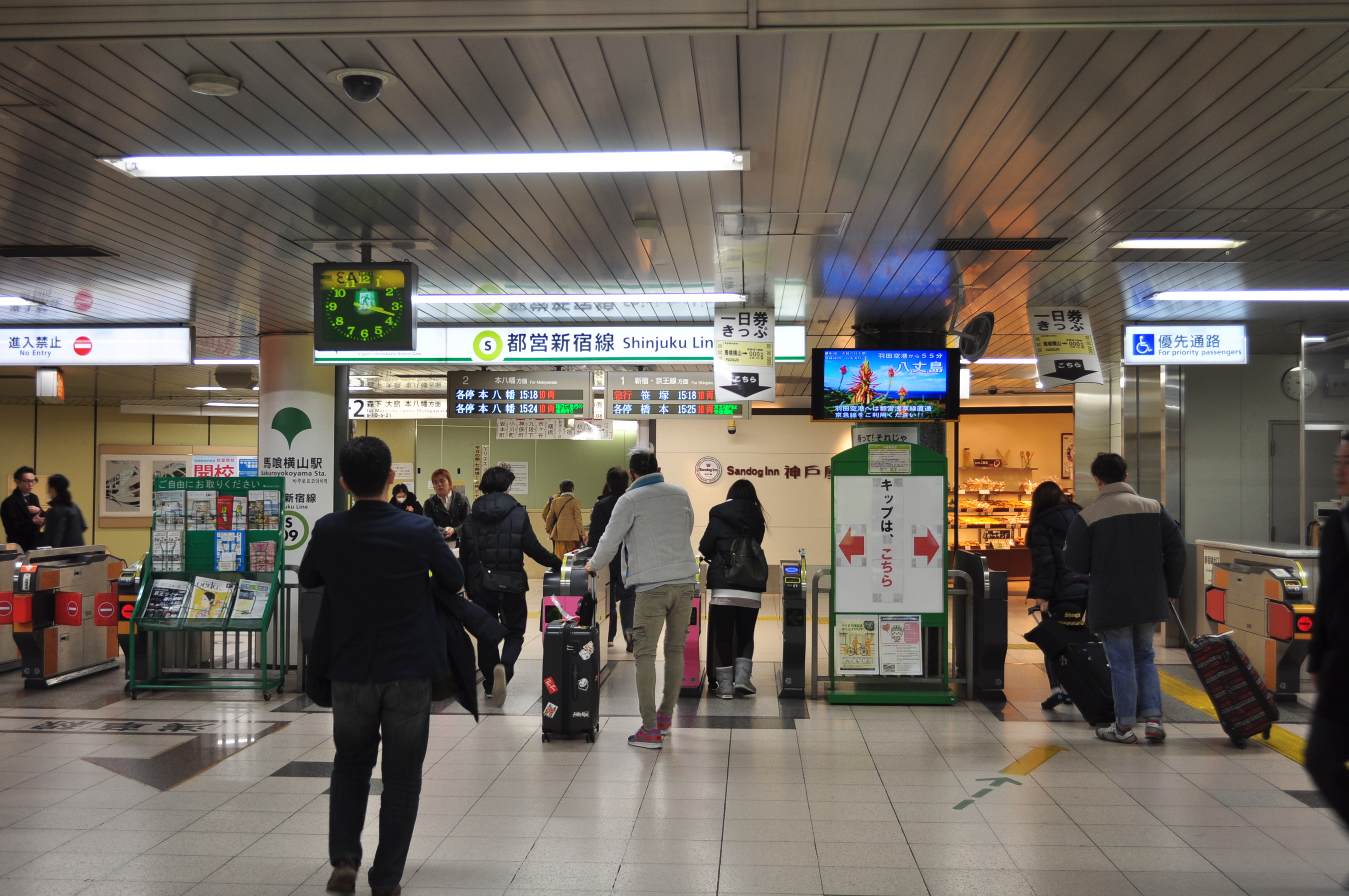
東日本橋方向閘口（2018年2月28日攝）
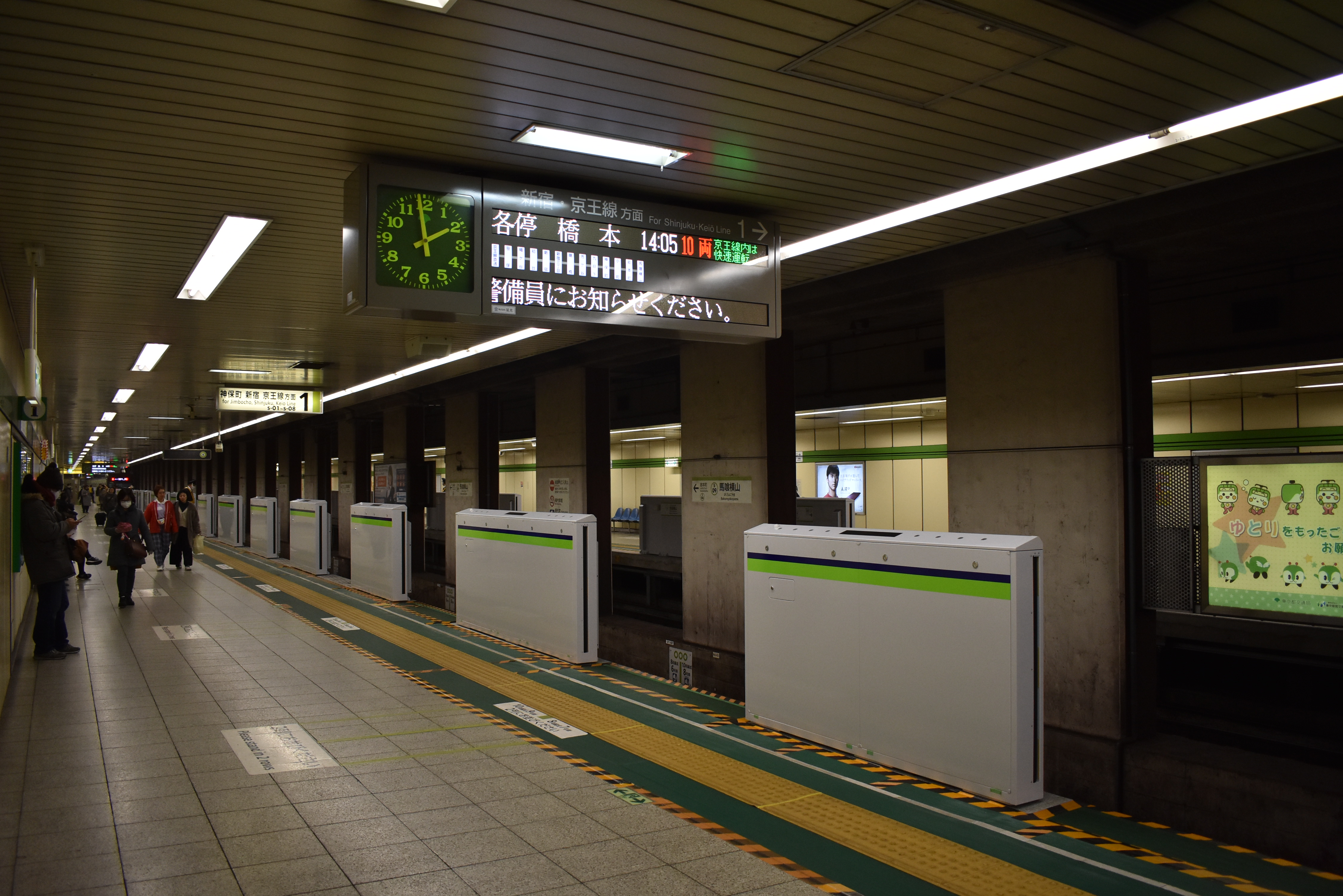
往新宿站方向月台（2018年12月30日攝）
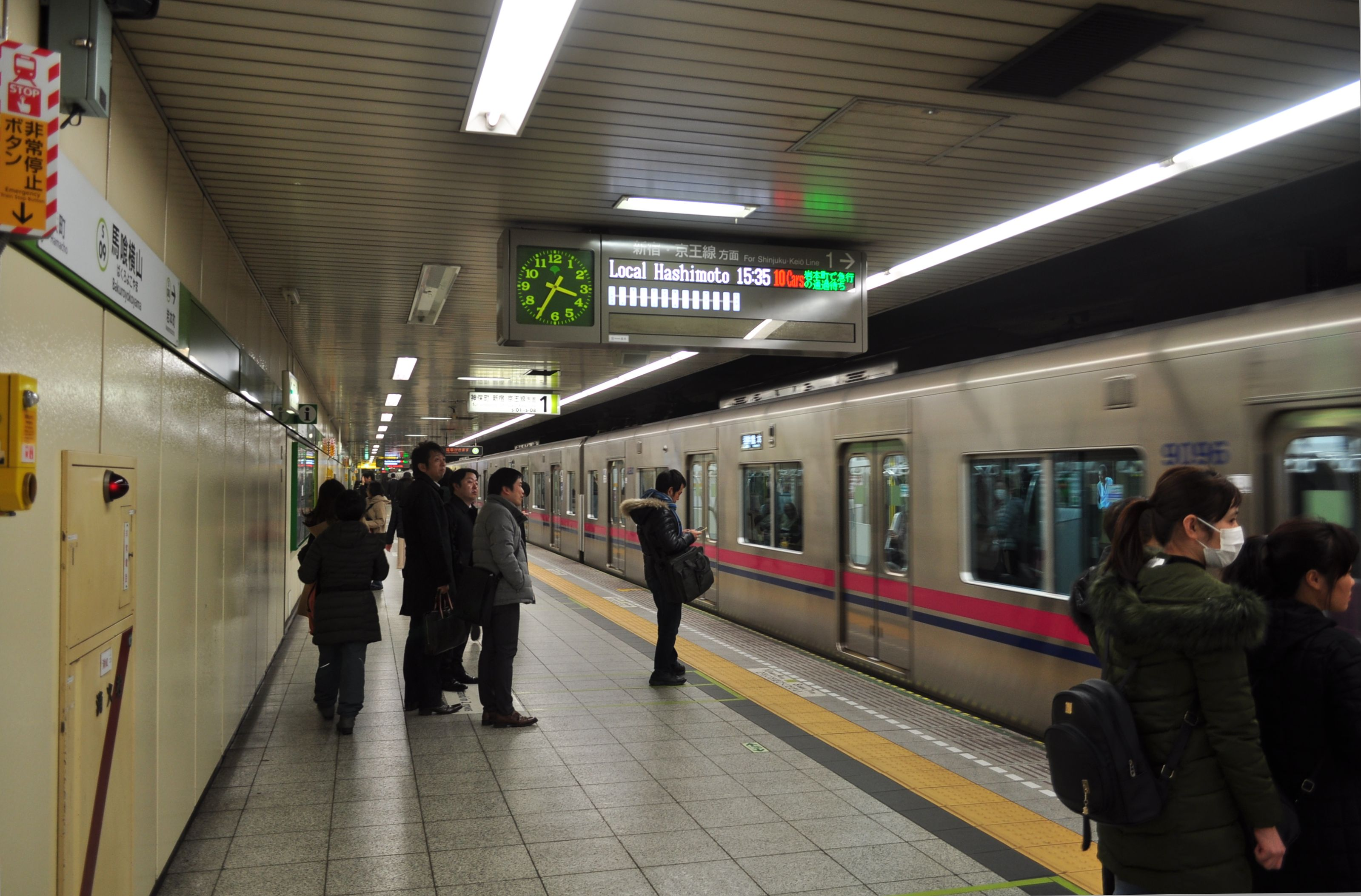
設置月台閘門前的上行線月台（2018年2月26日攝）
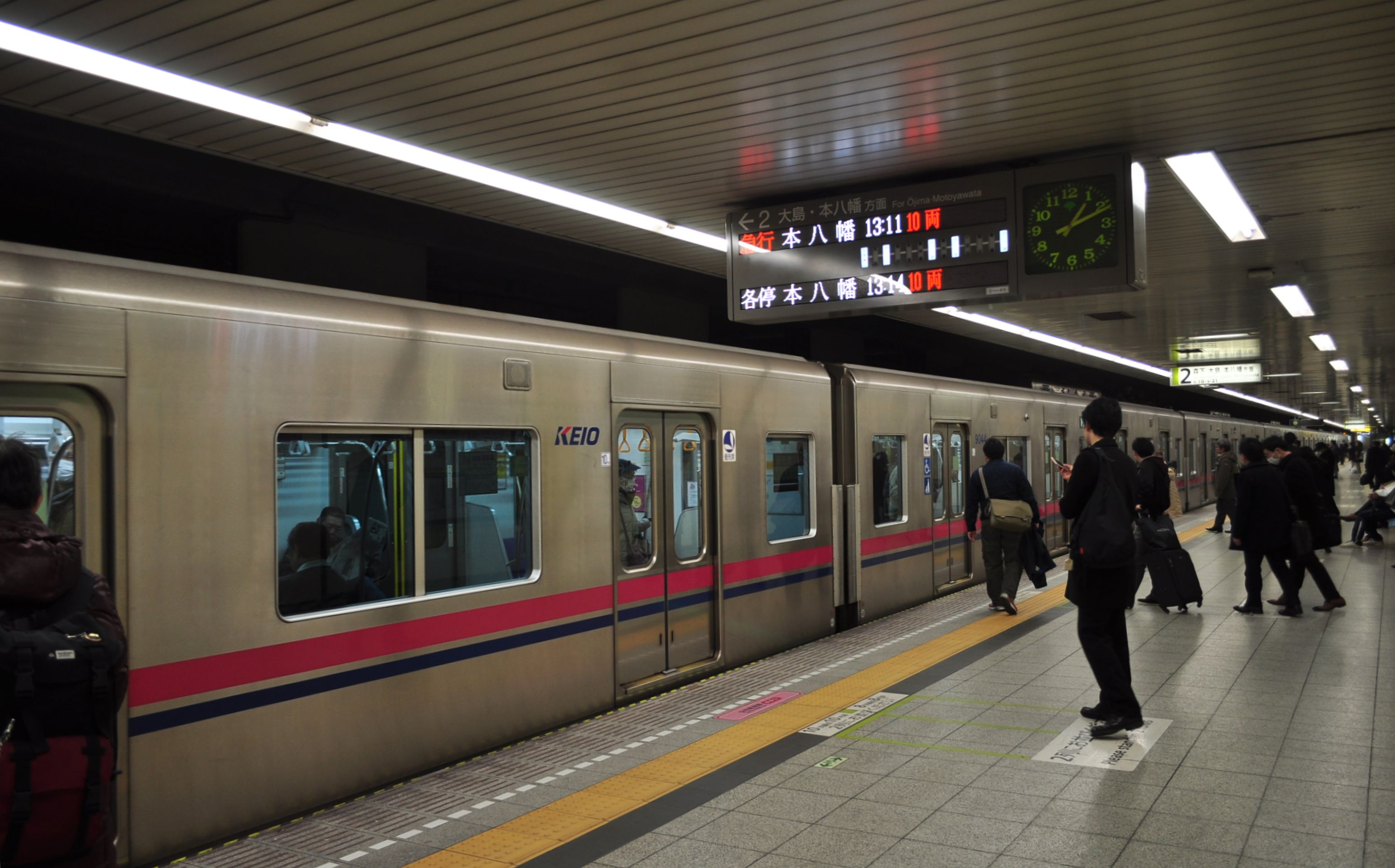
設置月台閘門前的下行線月台（2018年2月26日攝）

## 利用狀況
2017年度1日平均上下車人次為115,517人次（上車人次57,653人次、下車人次57,864人次）。
各年度1日平均上下車、上車人次如下。
- 1991年度以前與1995年度至2005年度的上車人次不包含淺草線轉乘人次。

| 年度               | 1日平均 上下車人次 | 1日平均 上車人次 | 來源     |
| ------------------ | ------------------ | ---------------- | -------- |
| 1990年（平成02年） |                    | 22,592           | [ * 1 ]  |
| 1991年（平成03年） |                    | 23,929           | [ * 2 ]  |
| 1992年（平成04年） |                    | 47,096           | [ * 3 ]  |
| 1993年（平成05年） |                    | 51,186           | [ * 4 ]  |
| 1994年（平成06年） |                    | 50,745           | [ * 5 ]  |
| 1995年（平成07年） |                    | 22,866           | [ * 6 ]  |
| 1996年（平成08年） |                    | 22,271           | [ * 7 ]  |
| 1997年（平成09年） |                    | 22,515           | [ * 8 ]  |
| 1998年（平成10年） |                    | 23,773           | [ * 9 ]  |
| 1999年（平成11年） |                    | 23,306           | [ * 10 ] |
| 2000年（平成12年） |                    | 23,238           | [ * 11 ] |
| 2001年（平成13年） |                    | 23,458           | [ * 12 ] |
| 2002年（平成14年） |                    | 23,981           | [ * 13 ] |
| 2003年（平成15年） | 96,592             | 23,637           | [ * 14 ] |
| 2004年（平成16年） | 93,619             | 23,512           | [ * 15 ] |
| 2005年（平成17年） | 93,671             | 23,951           | [ * 16 ] |
| 2006年（平成18年） | 96,003             | 48,200           | [ * 17 ] |
| 2007年（平成19年） | 102,169            | 50,993           | [ * 18 ] |
| 2008年（平成20年） | 105,364            | 52,384           | [ * 19 ] |
| 2009年（平成21年） | 105,939            | 52,566           | [ * 20 ] |
| 2010年（平成22年） | 106,049            | 52,730           | [ * 21 ] |
| 2011年（平成23年） | 104,361            | 51,949           | [ * 22 ] |
| 2012年（平成24年） | 106,029            | 52,959           | [ * 23 ] |
| 2013年（平成25年） | 107,955            | 53,845           | [ * 24 ] |
| 2014年（平成26年） | 108,190            | 53,974           | [ * 25 ] |
| 2015年（平成27年） | 110,016            | 54,938           | [ * 26 ] |
| 2016年（平成28年） | 111,877            | 55,839           | [ * 27 ] |
| 2017年（平成29年） | 115,517            | 57,653           |          |

## 車站周邊
- 國道6號（江戶通）
- 東京都道302號新宿兩國線（靖國通）
- 清洲橋通（日语：清洲橋通り）
- 東日本橋三丁目郵便局
- 中央區立日本橋中學校（日语：中央区立日本橋中学校） - 步行6分

### 巴士路線
最近的巴士站是次之通。
東日本橋站
- 都營巴士

- 秋26：葛西站方向

馬喰橫山站
- 日立自動車交通（日语：日立自動車交通）

- 江戶巴士北循環：中央區役所方向

富澤町
- 日之丸自動車興業（日语：日の丸自動車興業）

- Metrolink日本橋E線：地下鐵水天宮前站方向

## 相鄰車站
都營地下鐵
 新宿線
■急行
神保町（S 06）－馬喰橫山（S 09）－森下（S 11）
■各站停車
岩本町（S 08）－馬喰橫山（S 09）－濱町（S 10）

### 來源
東京都統計年鑑
1. ↑  .   [2017-05-31]. （原始内容存档于2016-03-05）. （页面存档备份，存于）
2. ↑  .   [2017-05-31]. （原始内容存档于2016-03-05）. （页面存档备份，存于）
3. ↑  .   [2013-07-02]. （原始内容存档于2013-08-15）. （页面存档备份，存于）
4. ↑  .   [2013-07-02]. （原始内容存档于2013-02-03）. （页面存档备份，存于）
5. ↑  .   [2013-07-02]. （原始内容存档于2013-02-03）. （页面存档备份，存于）
6. ↑  .   [2013-07-02]. （原始内容存档于2013-02-03）. （页面存档备份，存于）
7. ↑  .   [2013-07-02]. （原始内容存档于2013-02-03）. （页面存档备份，存于）
8. ↑  .   [2013-07-02]. （原始内容存档于2016-03-04）. （页面存档备份，存于）
9. ↑  東京都統計年鑑（平成10年）PDF
10. ↑  東京都統計年鑑（平成11年）PDF
11. ↑  .   [2013-07-02]. （原始内容存档于2016-03-04）. （页面存档备份，存于）
12. ↑  .   [2013-07-02]. （原始内容存档于2016-03-04）. （页面存档备份，存于）
13. ↑  .   [2013-07-02]. （原始内容存档于2017-07-29）. （页面存档备份，存于）
14. ↑  .   [2013-07-02]. （原始内容存档于2017-07-29）. （页面存档备份，存于）
15. ↑  .   [2013-07-02]. （原始内容存档于2017-07-29）. （页面存档备份，存于）
16. ↑  .   [2013-07-02]. （原始内容存档于2017-07-29）. （页面存档备份，存于）
17. ↑  .   [2013-07-02]. （原始内容存档于2017-07-29）. （页面存档备份，存于）
18. ↑  .   [2013-07-02]. （原始内容存档于2017-07-29）. （页面存档备份，存于）
19. ↑  .   [2013-07-02]. （原始内容存档于2017-07-29）. （页面存档备份，存于）
20. ↑  .   [2013-07-02]. （原始内容存档于2016-03-26）. （页面存档备份，存于）
21. ↑  .   [2013-07-02]. （原始内容存档于2016-03-27）. （页面存档备份，存于）
22. ↑  .   [2013-07-02]. （原始内容存档于2016-03-25）. （页面存档备份，存于）
23. ↑  .   [2017-05-31]. （原始内容存档于2016-03-27）. （页面存档备份，存于）
24. ↑  .   [2017-05-31]. （原始内容存档于2016-03-22）. （页面存档备份，存于）
25. ↑  .   [2017-05-31]. （原始内容存档于2017-07-30）. （页面存档备份，存于）
26. ↑  .   [2019-02-12]. （原始内容存档于2018-11-09）. （页面存档备份，存于）
27. ↑  .   [2019-02-12]. （原始内容存档于2019-05-02）. （页面存档备份，存于）

## 外部連結
- 馬喰橫山 - 東京都交通局